# Мааська школа

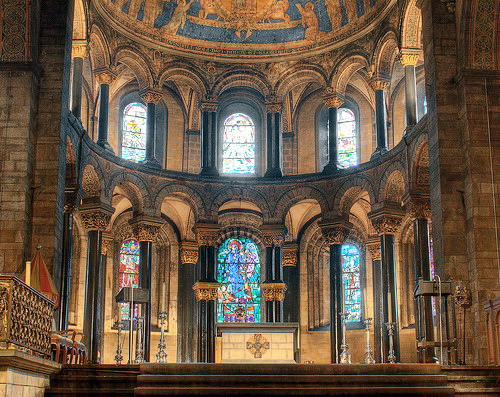
Маастрихт, базиліка Діви Марії. Східний хор з різьбленими капітелями (XII століття)

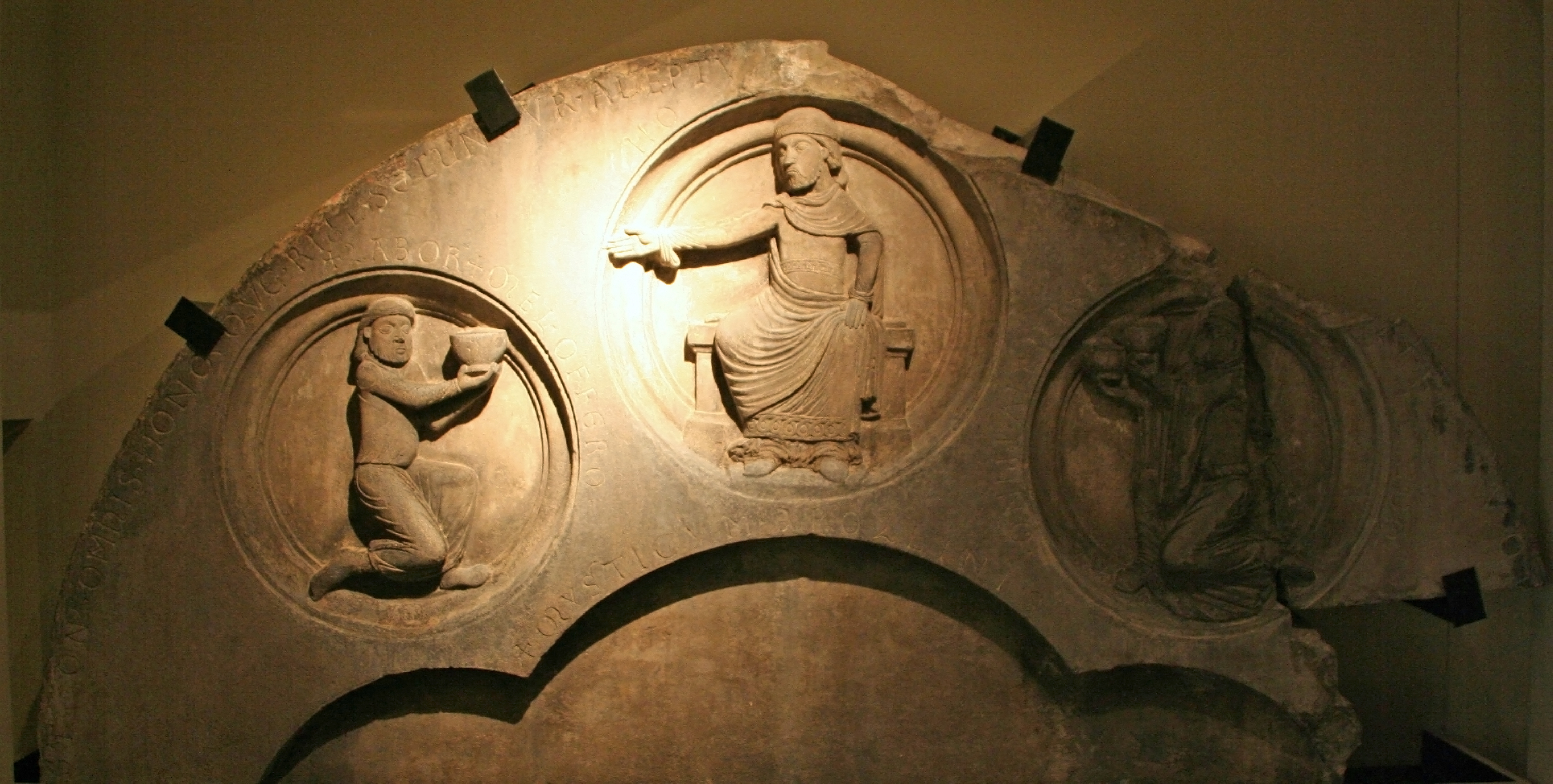
Музей Курція, Льєж. П'єр Будон або рельєф Аполлона (XII століття)

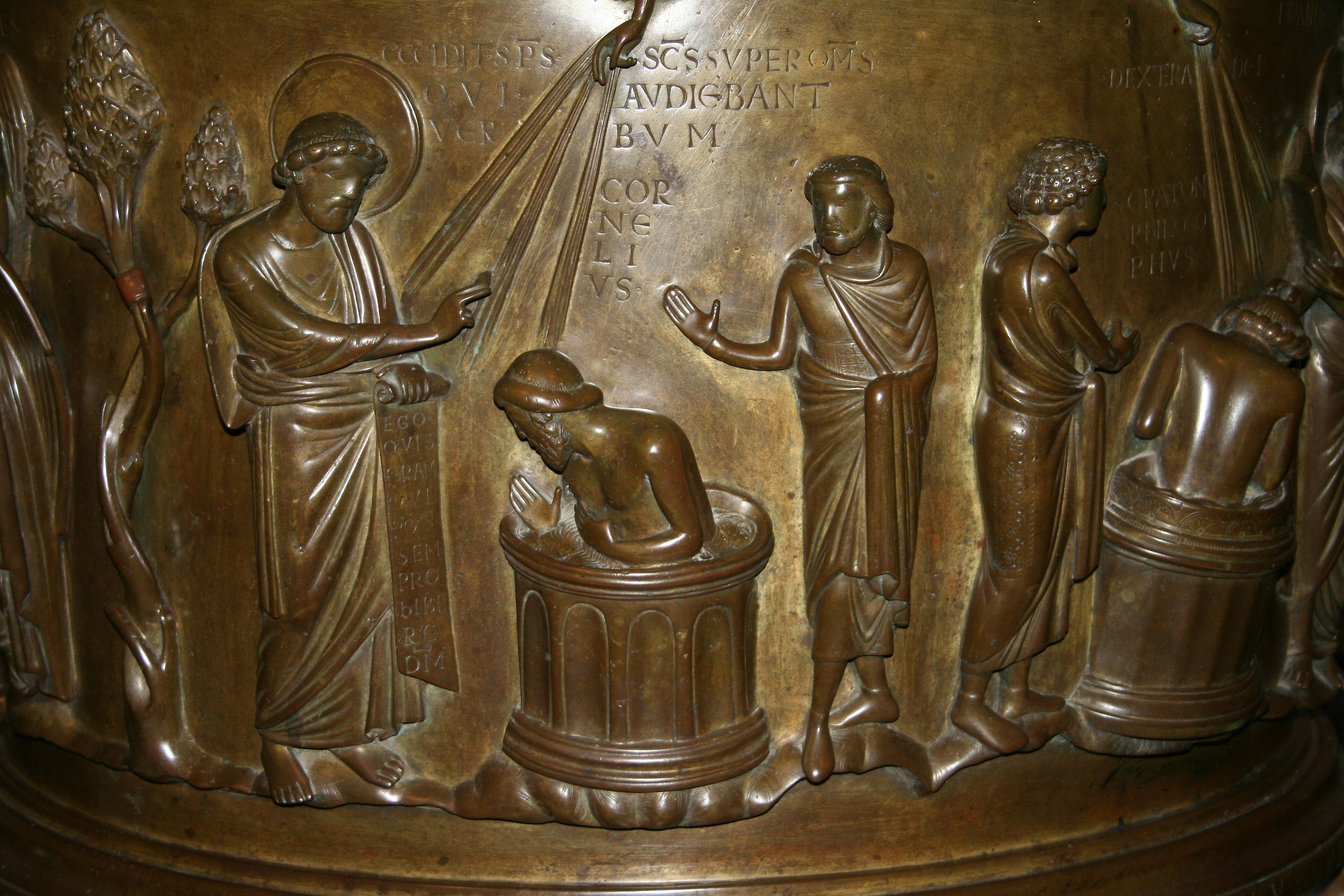
Льєж, церква Святого Варфоломія. Купіль роботи Реньє де Юї (деталь)

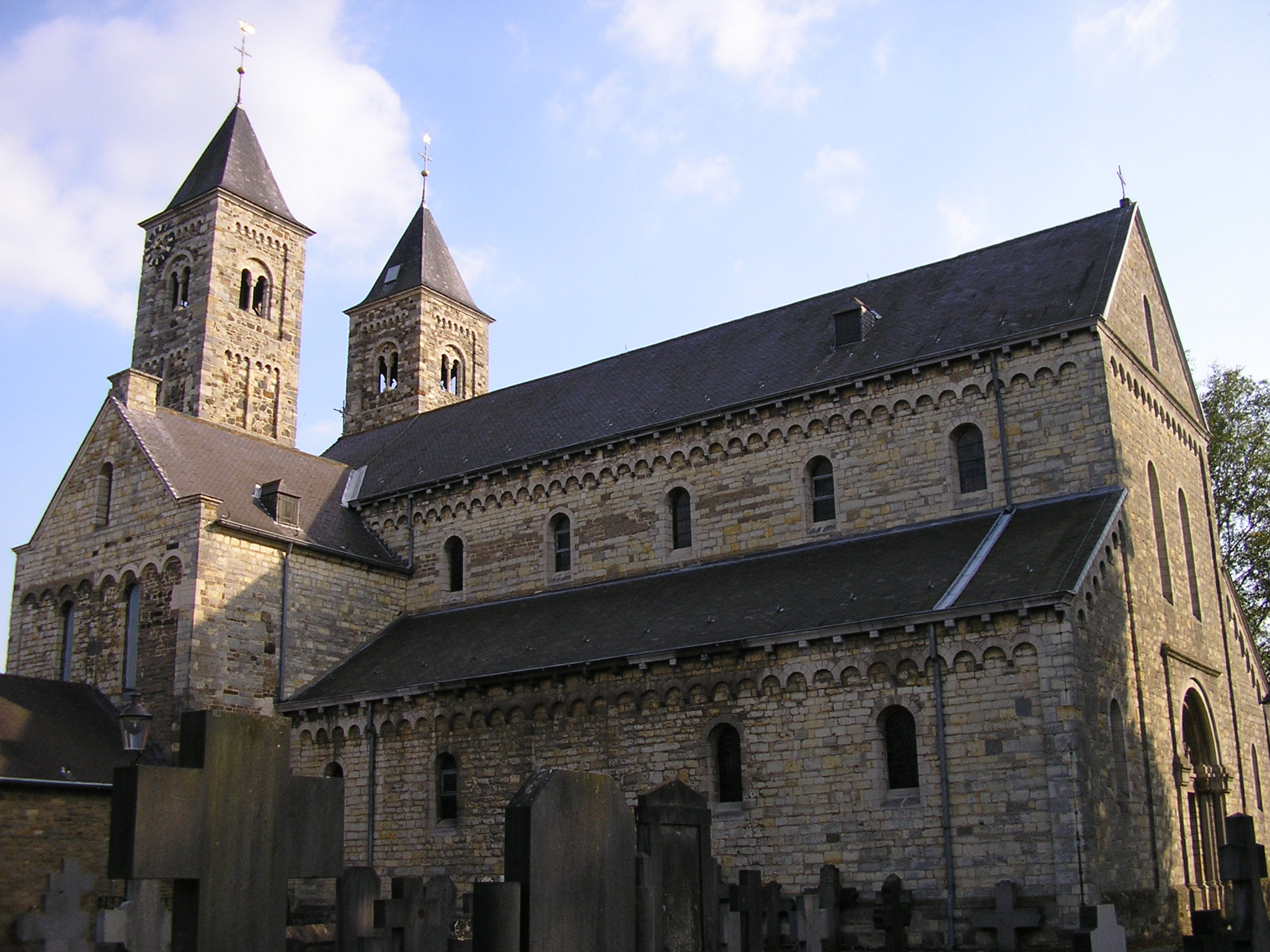
Сінт-Оділієнберг. Базиліка Святих Віро, Плехельмуса та Отгеруса

Мааська школа або мааське мистецтво — регіональний стиль мистецтва, який розвинувся у долині річки Маас у сучасній Бельгії, Нідерландах і Німеччині. Хоча в широкому розумінні термін охоплює мистецтво з цієї області за всі періоди, він як правило позначає період романського мистецтва, коли мааська романська архітектура, різьблення по каменю, роботи по металу, емалі і ілюмінування манускриптів досягли високого рівня розвитку в XI—XIII століттях.

## Розвиток мааського мистецтва і географічне поширення
Долина Маас лежала у самому серці Імперії Каролінгів і тому стиль мав коріння переважно зі спадщини традицій Каролінзького мистецтва. Так мааське мистецтво містить містить сильні класичні елементи, які відокремлюють його від міжнародного романського стилю в інших місцях того періоду, наприклад у Франції, Німеччині , Англії та Італії. Втім, він розділяє з основним напрямком романського мистецтва елементи, такі як поводження з простором. Хоча іконографія XI і XII століть мааського мистецтва багато в чому спирається на біблійне натхнення, деякі з майстерно різьблених капітелів у двох головних церквах Маастрихту зображують сцени з багатьох аспектів повсякденного життя, а також зображення з інтригуючого світу фантазії.
Мааський регіон було сформований переважно кордонами Єпископства Льєжського, яке мало сильні політичні зв'язки з імператорами Священної Римської імперії, а також єпископами Кельна. Основні художні центри регіону були у містах Льєж, Юї, Дінан, Намюр, Тонгерен, Маастрихт, Рурмонд і Аахен, а також ряді важливих монастирів: Сінт-Трейден, Алденейк, Херкенроде, Авербоде, Мунстербілцен, Сустерен, Сінт Оділієнберг, Ролдук, Буртшайд, Корнелімюнстер, Ставелот, Нівель, Олне, Флореф, Фльоне, Сель, Гемблу і Лоб. Мааське мистецтво на своєму піку мало сильний вплив на прикордонні регіони, зокрема, на мистецтво Рейнської області (Кельн, Бонн).

## Основні моменти мааського мистецтва
Мааське романське мистецтво описується мистецтвознавцями як перший золотий вік нідерландського мистецтва (до раннього нідерландського живопису і Золотого віку голландського живопису). Зазвичай термін мааське мистецтво не включає середньовічну літературу, хоча Генріха фон Фельдеке можна вважати першим поетом, який писав середньонідерландською (а також середньоверхньонімецькою) мовою.

### Архітектура
Мааську архітектуру можна розглядати як своєрідне відгалуження романської архітектури, регіональний стиль, який створив вражаючі церкви у Аахені, Льєжі і Маастрихт, а також монастирі в сільській місцевості. Повністю розвинений мааський стиль XII століття є сумішшю старих традицій долин Маас та іноземних впливів, переважно занесених з Рейнської області і Італії. Визначною особливістю мааської архітектури є замкнутий вестверк. На жаль, деякі з найбільших церков, в  першу чергу собор Льєжа і монастирі Ставелот та Сінт-Трейден, були зруйновані.
- Колишня колегіальна церква Святого Варфоломея, Льєж
- Колишня монастирська церква Сен-Дені (Льєж)
- Колишня колегіальна церква св. Іоанна, Льєж
- Колишня Соборна церква Богоматері, Юі
- Колишня Соборна церква Сент-Джордж і Сент-Оде, Амай
- Колишня колегіальна церква Сент-Етьєн, Ваха
- Колишня колегіальна церква Фос-ла-Віль
- Колишнього монастирська церква Санкт-Гертруди, Нівель
- Колишня монастирська церква Сен Урсмера, Лоб
- Колишня монастирська церква Сель
- Базиліка святого Серватія, Маастрихт
- Базиліка Діви Марії, Маастрихт
- Колишня монастирська церкві, Алденейк
- Колишня монастирська церква, Ролдук
- Колишня монастирська церква, Сустерен
- Колишня монастирська церква, Сінт Оділієнберг
- Мунстеркерк, Рурмонд
- Аахенський собор (вестверк)

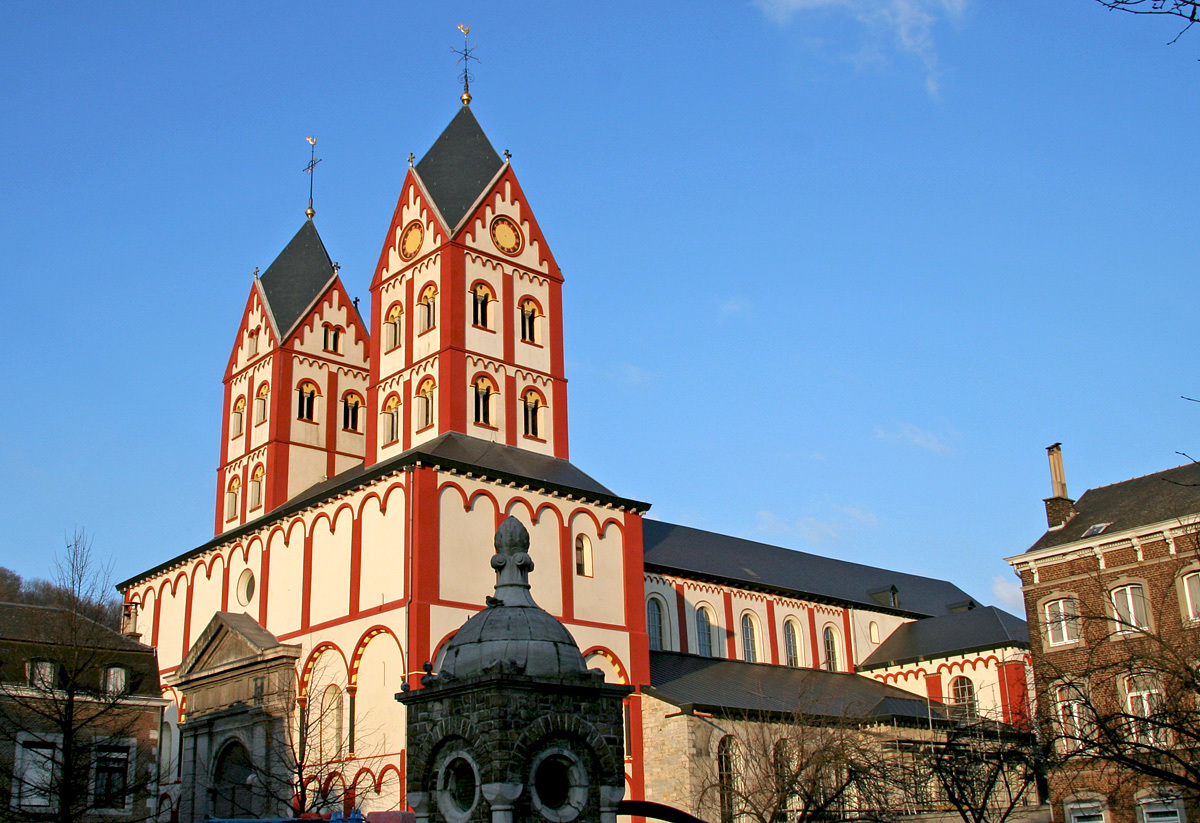
Льєж, Церква Св.Варфоломія
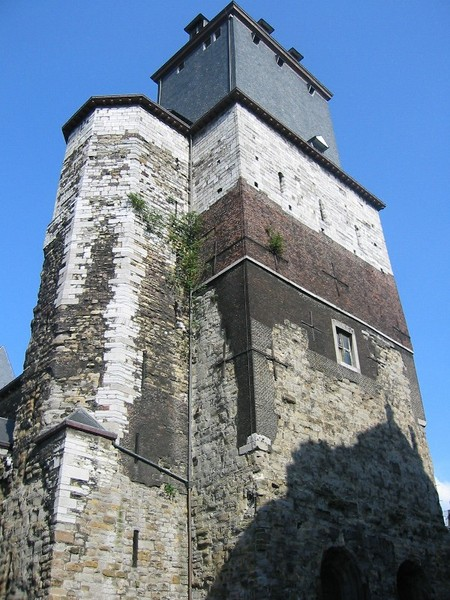
Льєж, Сен-Дені, вестверк
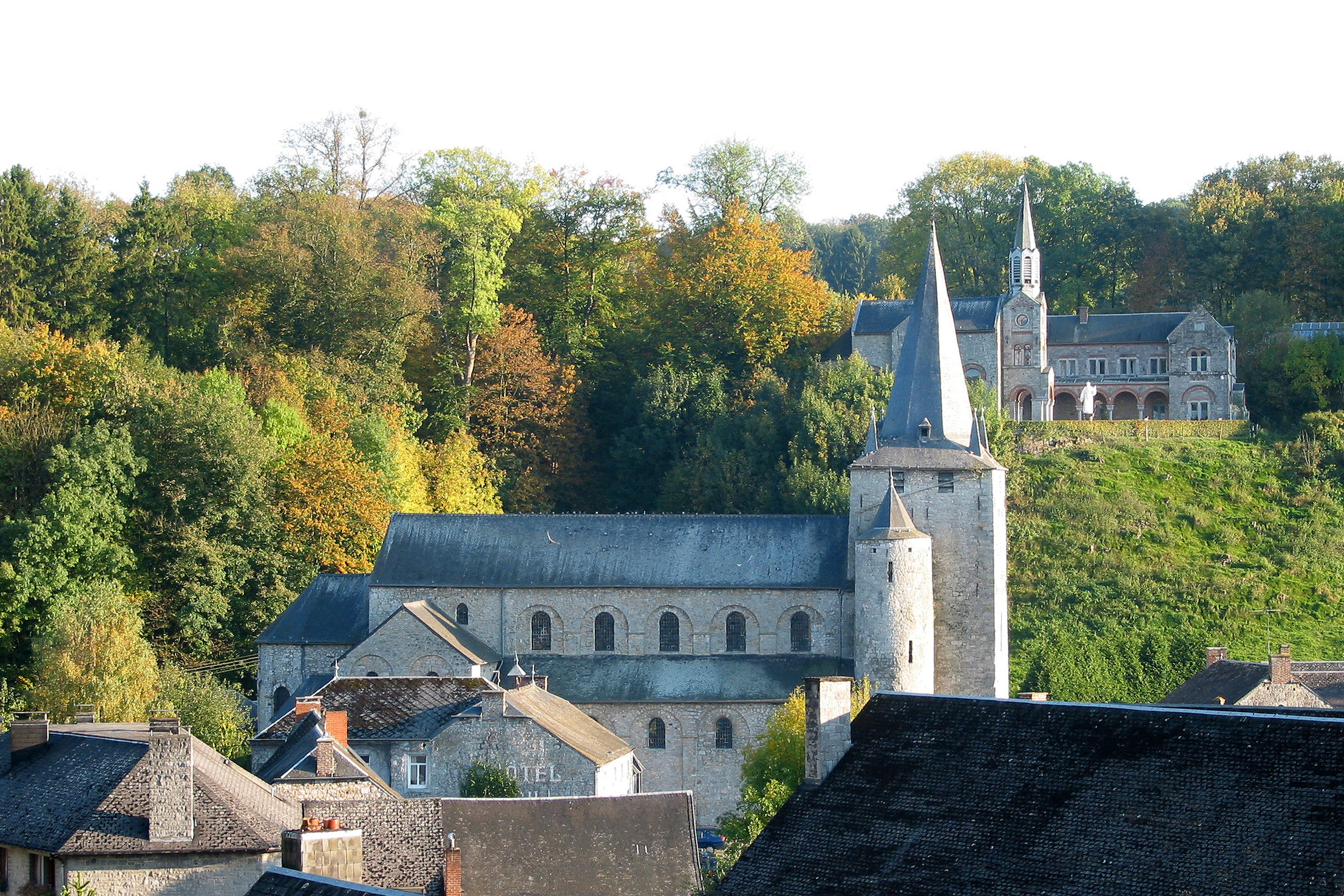
Сель, церква Св.Аделіни
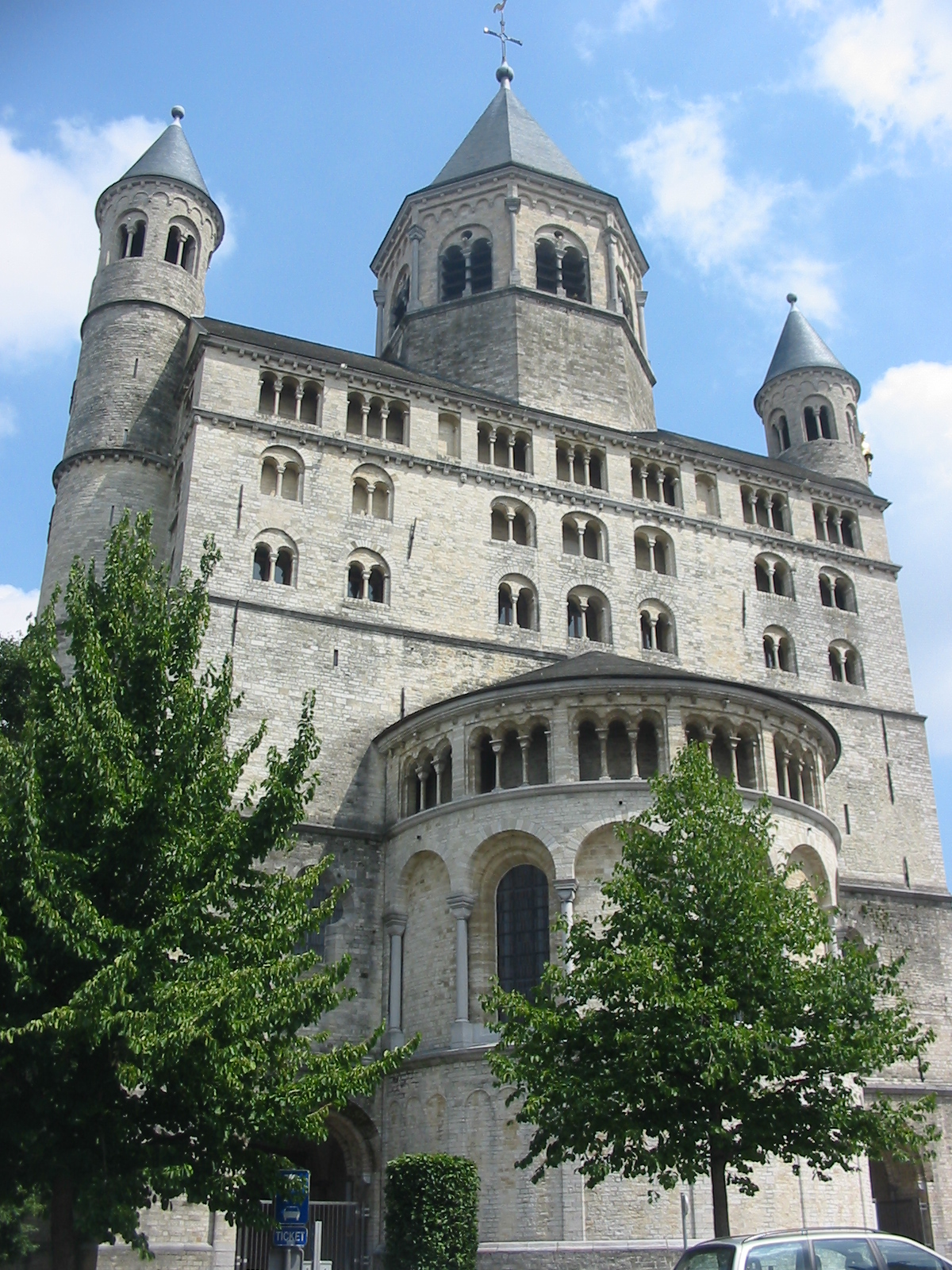
Нівель. Вестверк церкви абатства
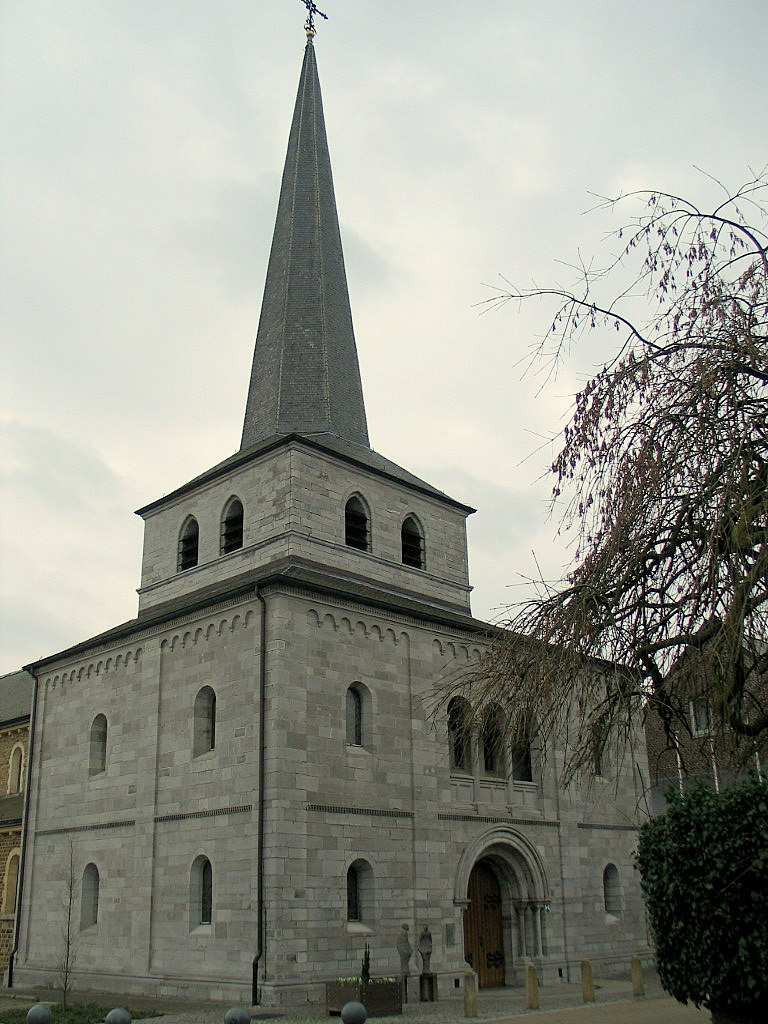
Алденейк, Вестверк
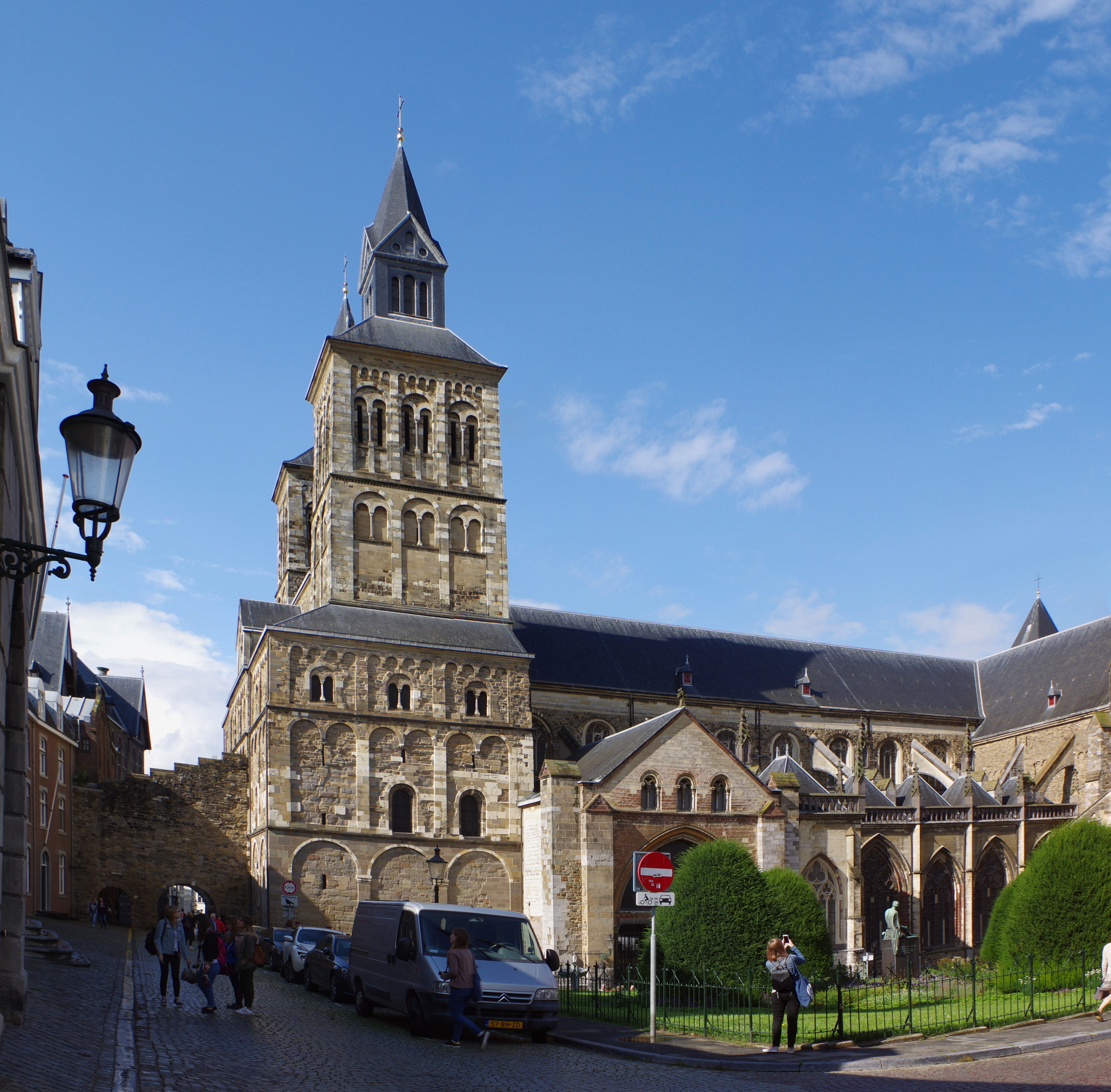
Маастрихт, базиліка Св. Серватія, вестверк
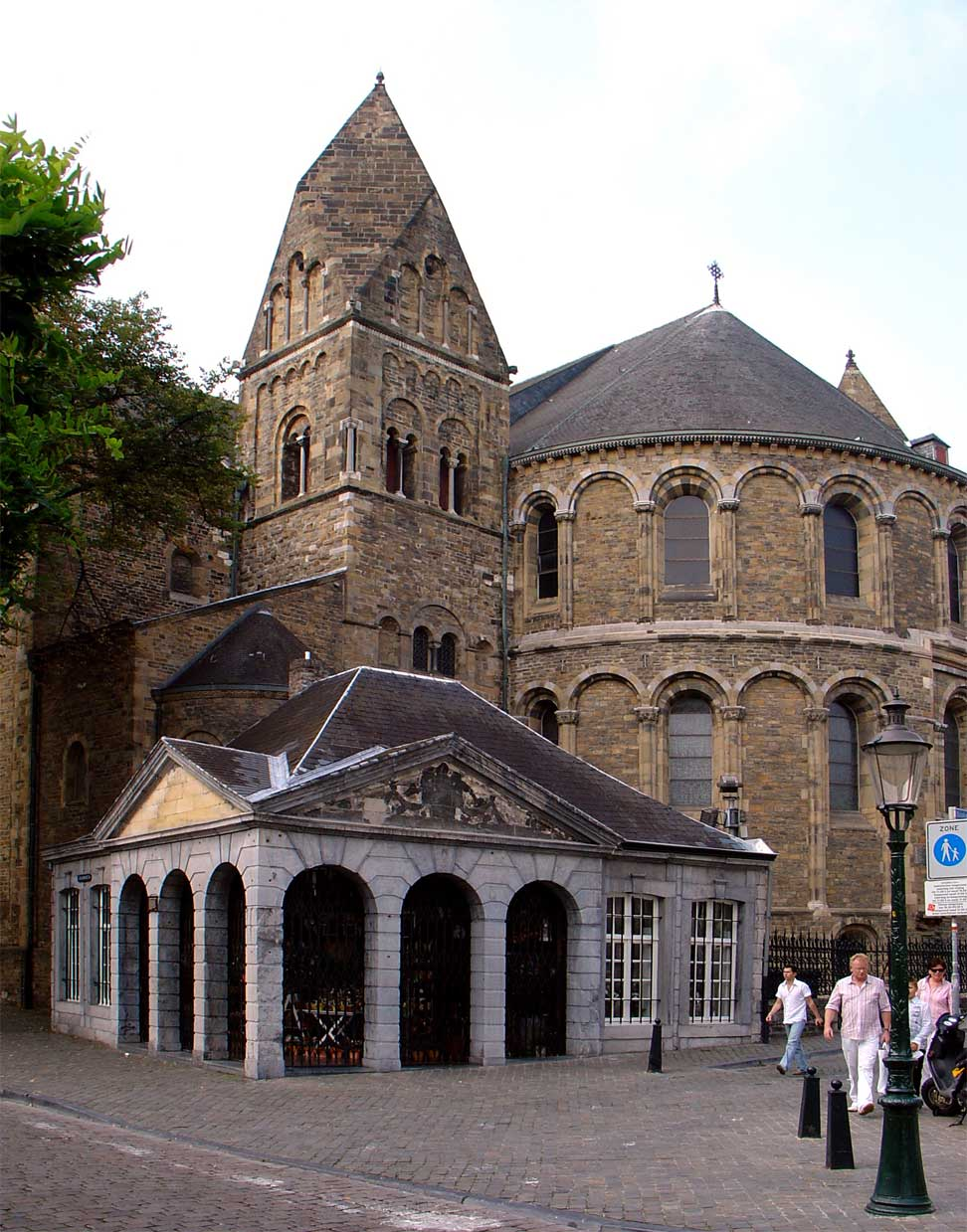
Маастрихт, базиліка Діви Марії, східна сторона
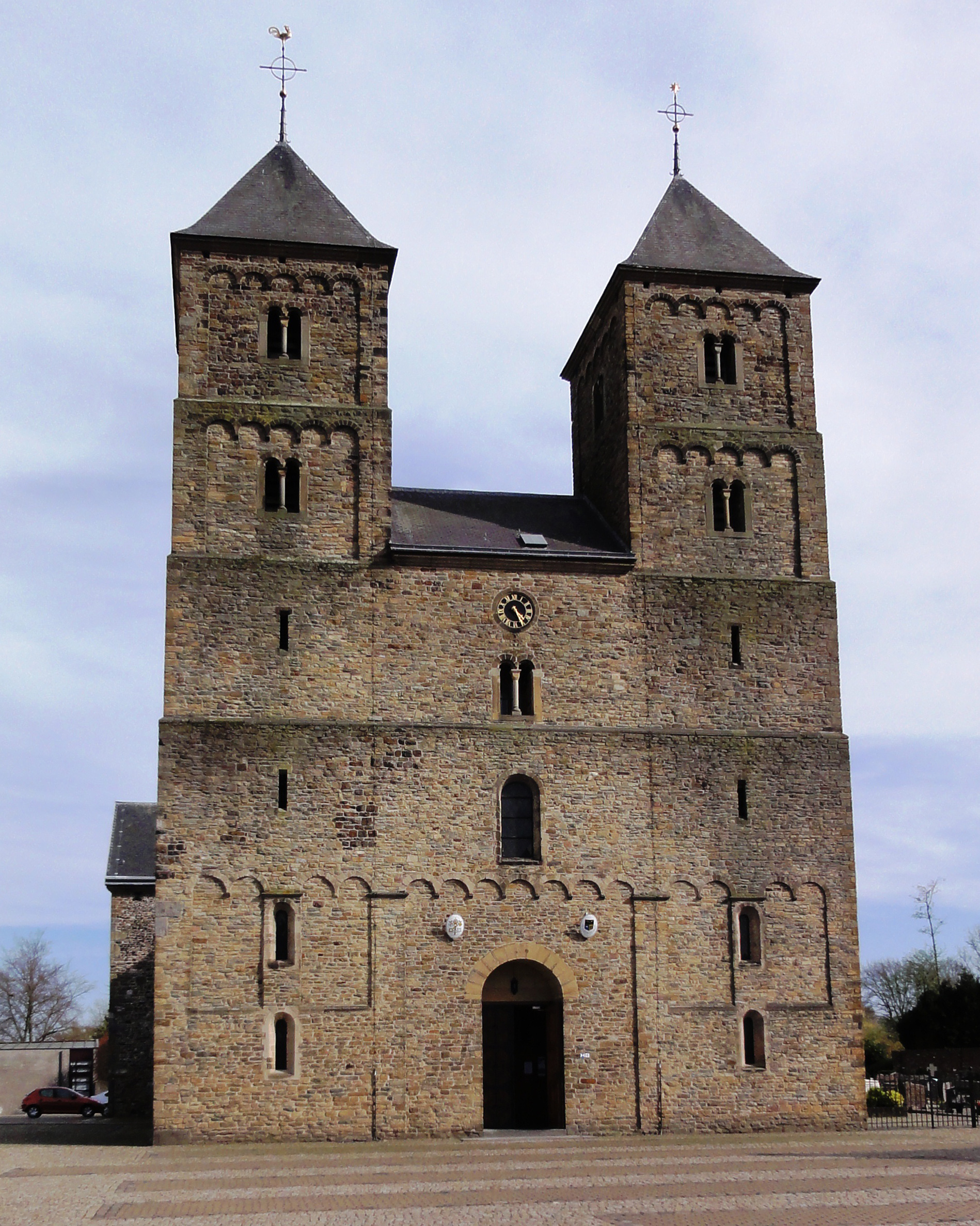
Сустерен, вестверк
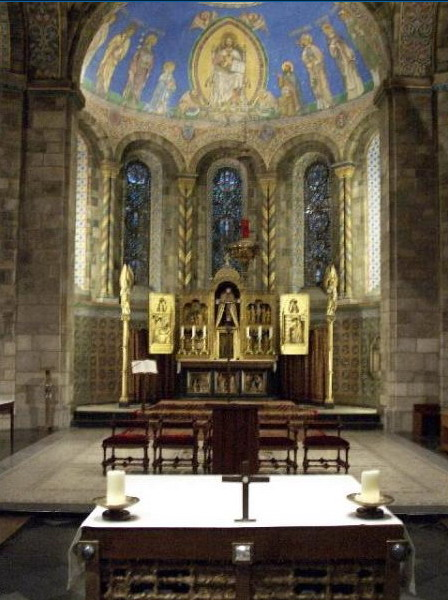
Ролдук, інтер'єр

### Різьблення по каменю
Мааське різьблення по каменю досягло піку в XII столітті в Маастрихті, Льєжі і Нівелі. Маастрихтські 'metsen' (різьбярі по каменю) працювали над капітелями і барельєфами аж до Утрехта, Бонна і Айзенаха.
- Різьблені капітелі у західних галереях базиліки Святого Серватія, Маастрихт (XII століття)
- Різьблені капітелі у східному хорі базиліки Діви Марії, Маастрихт (XII століття)
- Різьблені капітелі у крипті церкви абатства Ролдук (XII століття)
- «Діва Марія з собору Руперта» (фр. Vierge de Dom Rupert) (XII століття), музей Курція, Льєж
- Рельєф «П'єр Будон» (XII століття), музей Курція, Льєж
- Портал Самсона, колегіальна церква Св. Гертруди, Нівель
- Купель, Фурно (Намюр)
- Рельєф «Клятва на мощах» (XII століття), базиліка Діви Марії, Маастрихт
- Тимпан «Majestas Domini» (XII століття), базиліка Святого Серватія, Маастрихт
- Подвійний рельєф екрану хору (XII століття), базиліка Святого Серватія, Маастрихт
- Рельєф з 4-х частин в церкві Святого Петра, Утрехт

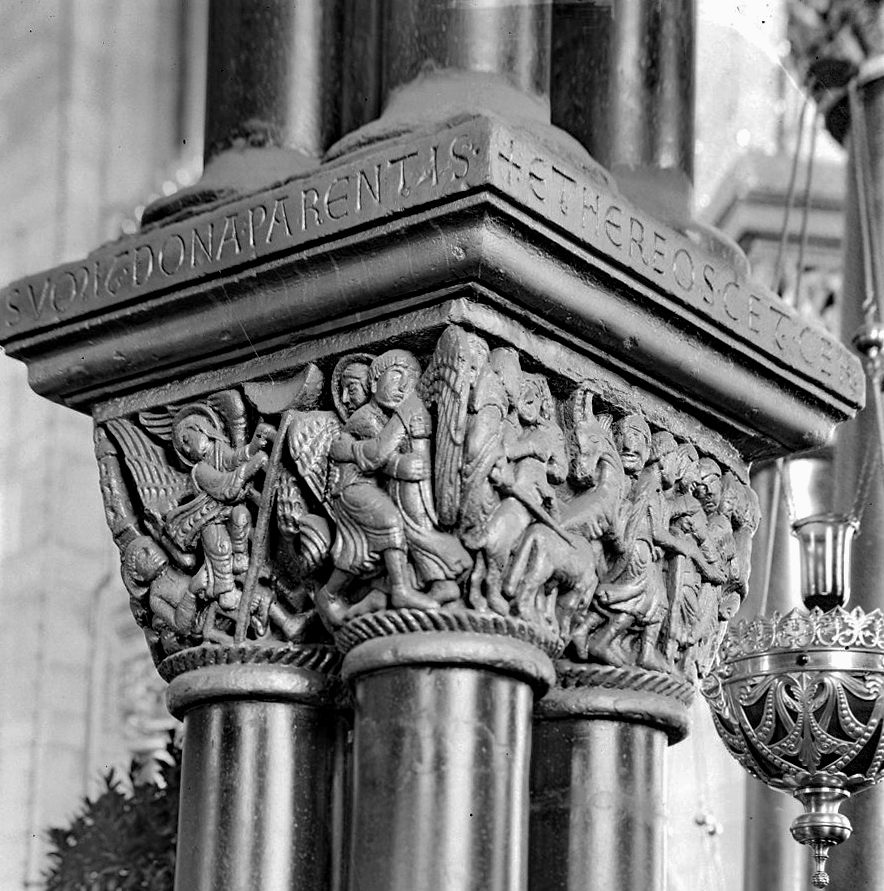
Маастрихт, базиліка Діви Марії. Різьблений капітель
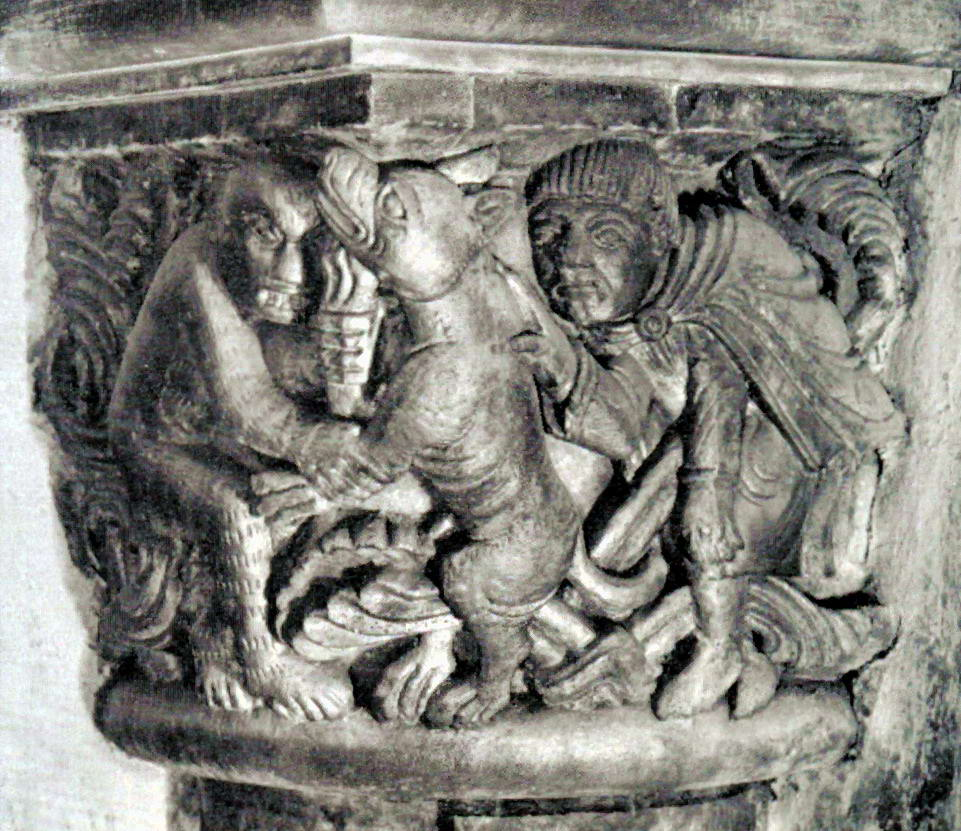
Маастрихт, базиліка Святого Серватія. Різьблений капітель у вестверку
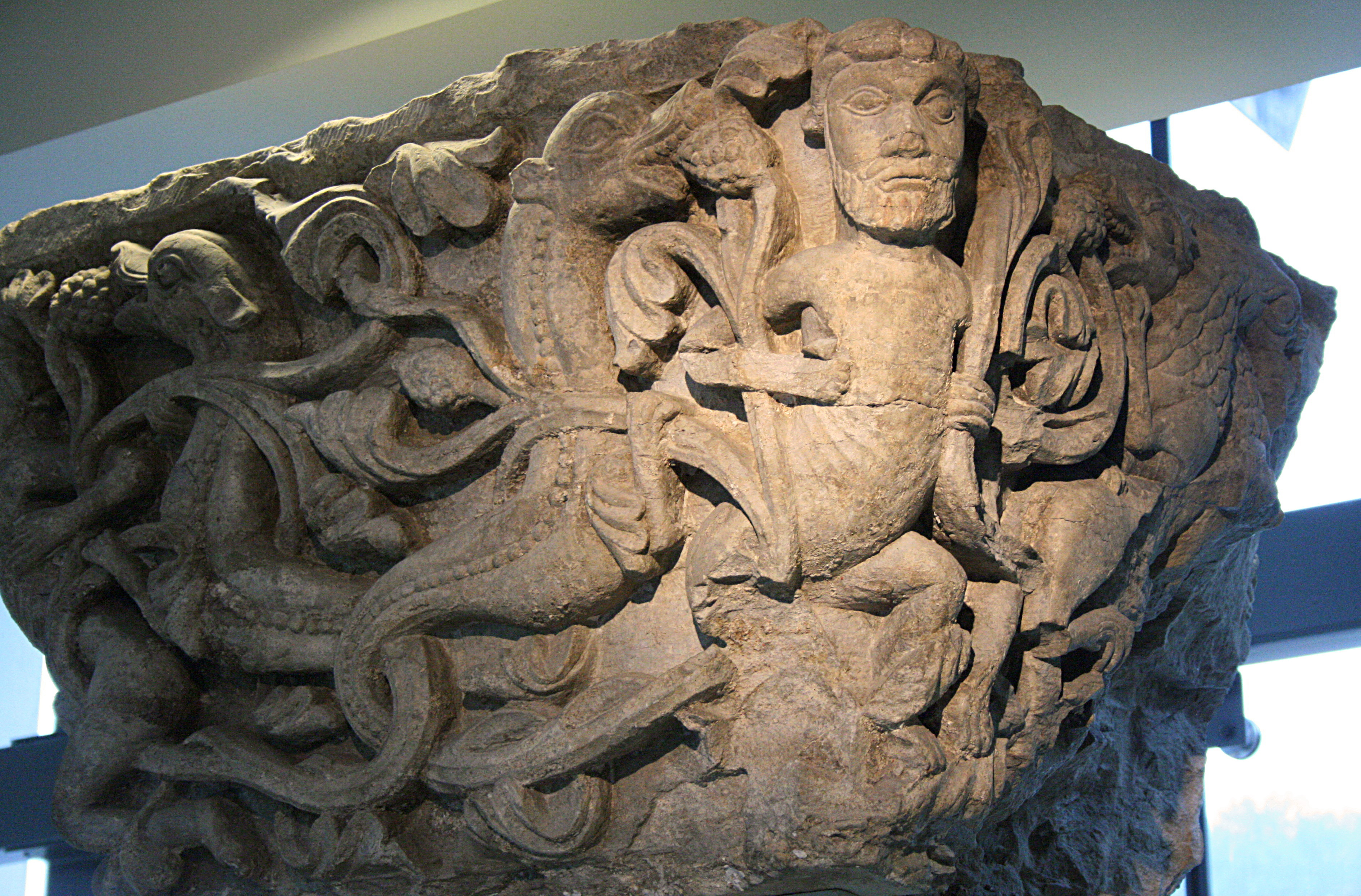
Льєж, Музей Курція. Різьблений капітель з собору Св.Ламберта
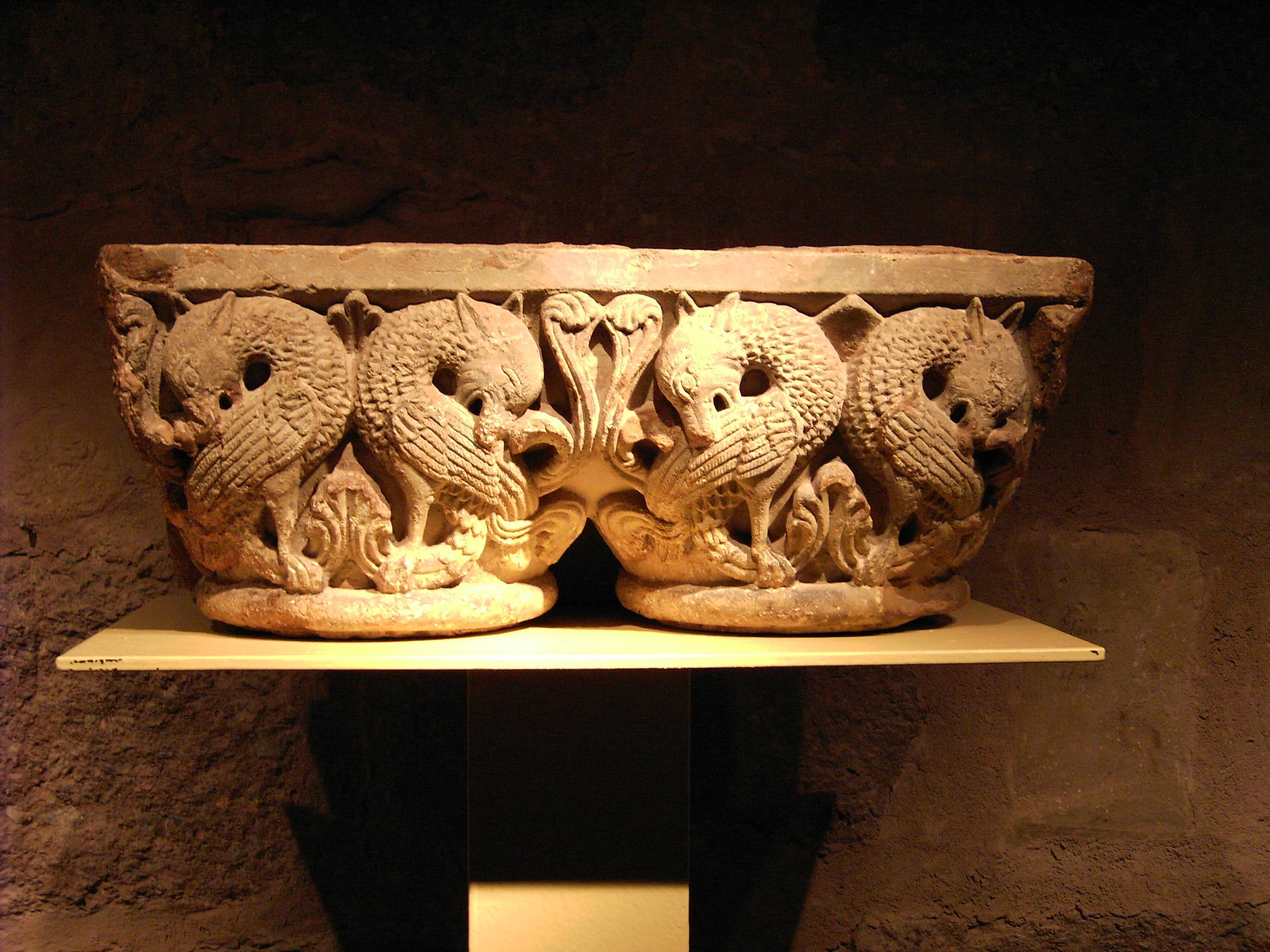
Айзенах. Капітель з драконами в Вартбургу
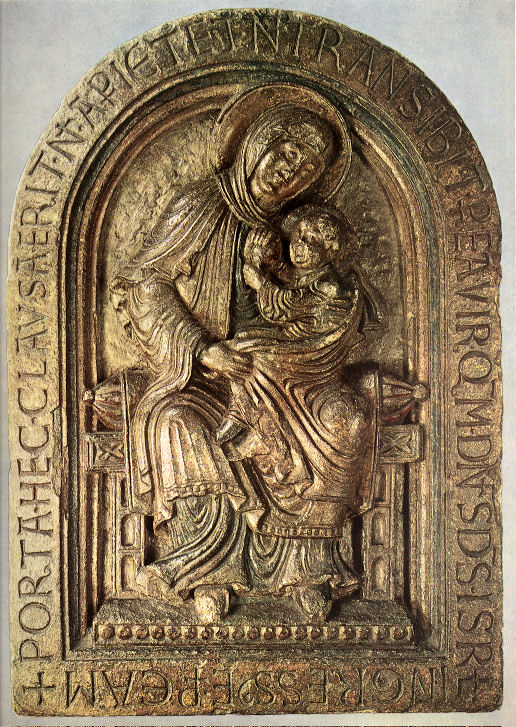
Льєж, Музей Курція. "Діва Марія з собору Руперта"
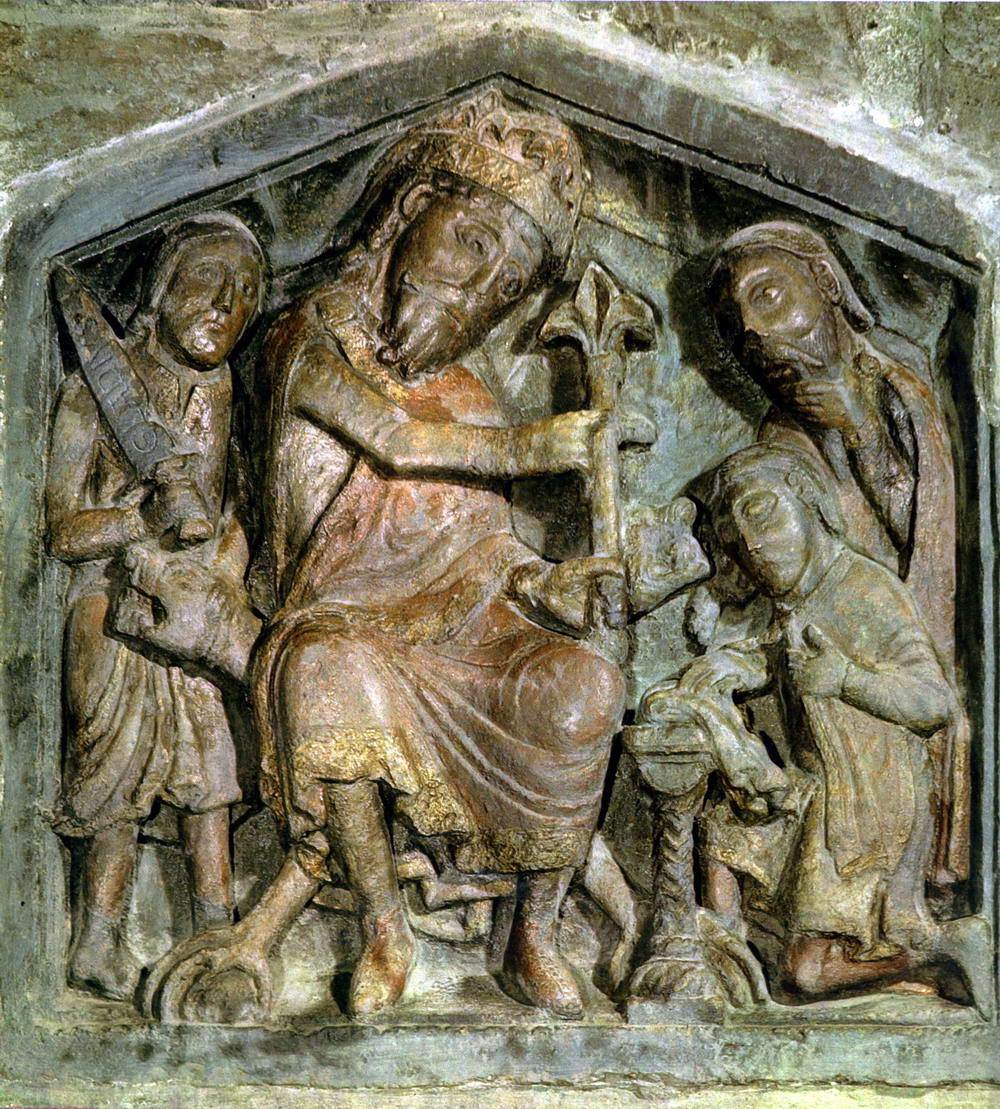
Маастрихт, Церква Діви Марії. "Клятва на мощах"
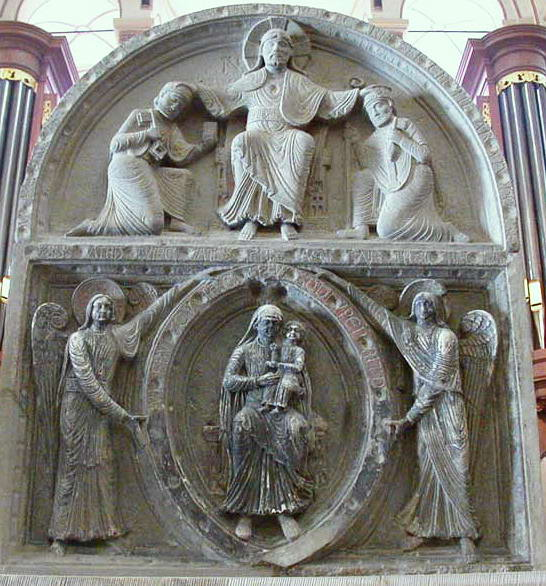
Маастрихт, Церква Святого Серватія. Рельєф з двох частин
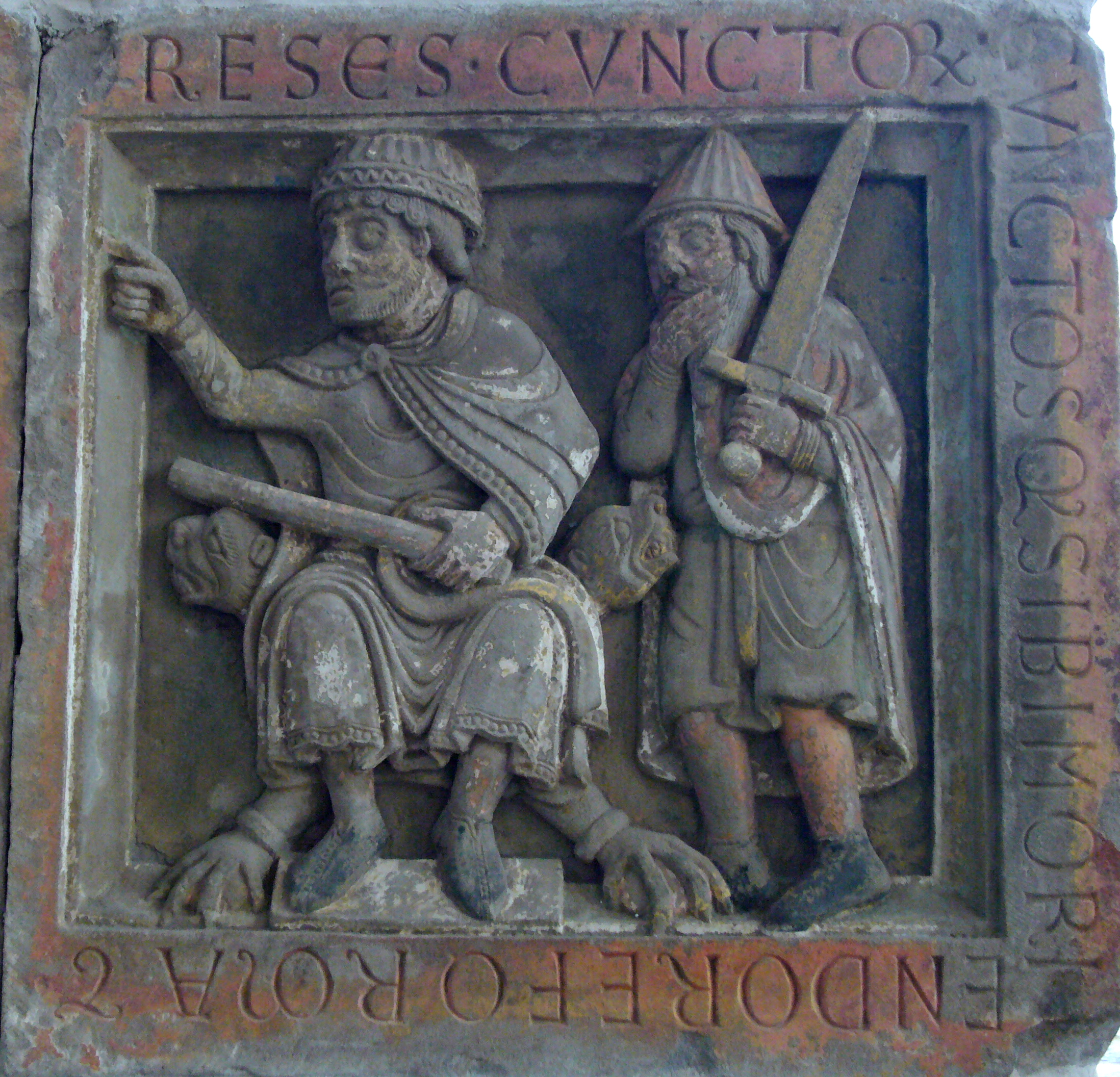
Утрехт, собор Святого Петра. Елемент рельєфа з 4-х частин. "Понтій Пілат, що вказує на Христа"

### Праці по металу
Праця по металу вважається високим мистецтвом XII — початку XIII століття в регіоні Маас, маючи кульмінацією роботи Ніколаса Верденського, які мають суто високу якість. Серед його найкращих робіт — Рака трьох королів в Кельнському соборі, Рака Св.Анно II, єпископа Кельнського, в Зігбургу і Рака Богоматері в Турне. Інші важливими майстрами по металу були Реньє де Юї і Уго д'Уані.
Приклади робіт:
- Купіль у церкві Святого Варфоломія, Льєж (початок XII століття) роботи Реньє де Юї
- Рака Святого Серватія (±1165) в Маастрихт
- Рака Святої Аделін (1170, частково XI століття) у Візе
- Рака Святого Ремакла у Ставелоті
- Раки Святого Доміціана і Святого Мангольда (робота Годфруа де Юї, ±1172-1189) в Юї
- Рака Богоматері (1205) в Турнському соборі роботи Ніколаса Вердунського
- Рака Трьох королів в Кельнському соборі (1180) роботи Ніколаса Вердунського
- Рака Карла Великого (нім. Karlsschrein, 1215) і Діви Марії (нім. Marienschrein, 1238), Аахенський собор
- Люстра Фрідріха Барбаросси (1170), Аахенський собор
- Ретабло П'ятидесятниці (1160—1170, музей Клюні, Париж[3]
- Ставелотський Триптих. Бібліотека Моргана, Нью-Йорк
- Релікварій Святого Мавра, тепер у Бечов-над-Теплоу
- База Ставелотського вівтаря. Королівські музеї мистецтва і історії, Брюссель
- Релікварій з головою папи Олександра I, Королівські музеї мистецтва та історії, Брюссель
- Підніжжя так званого Хреста Святого Бертана. Музей Сент-Омер

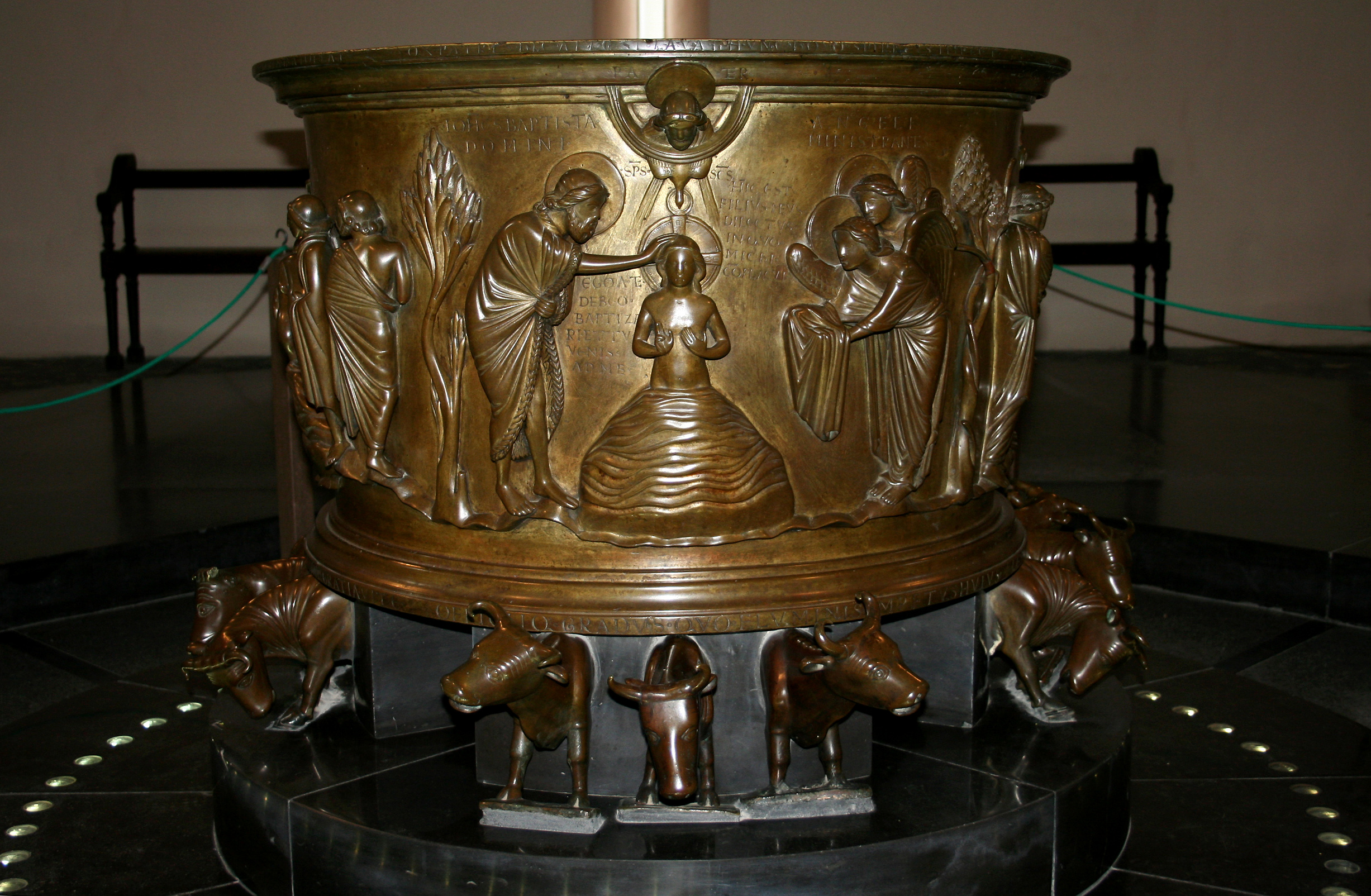
Льєзька купіль
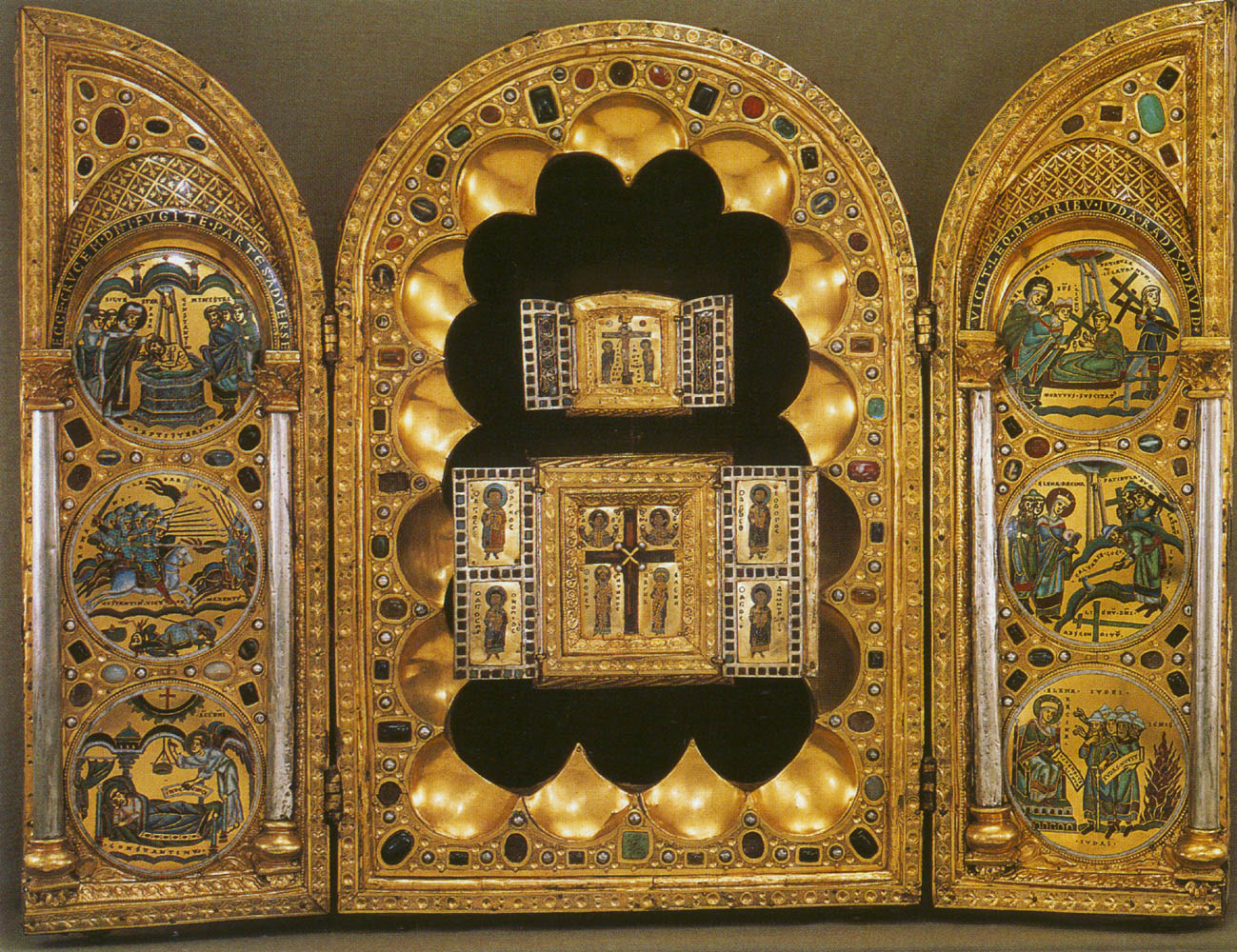
Ставелотський Триптих, Бібліотека Моргана, Нью-Йорк
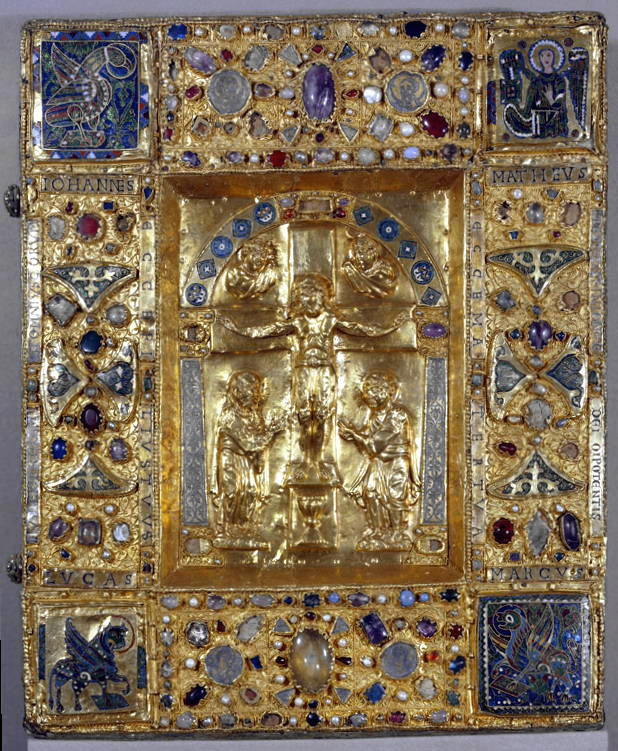
Мааський релікварій у Луврі, Париж
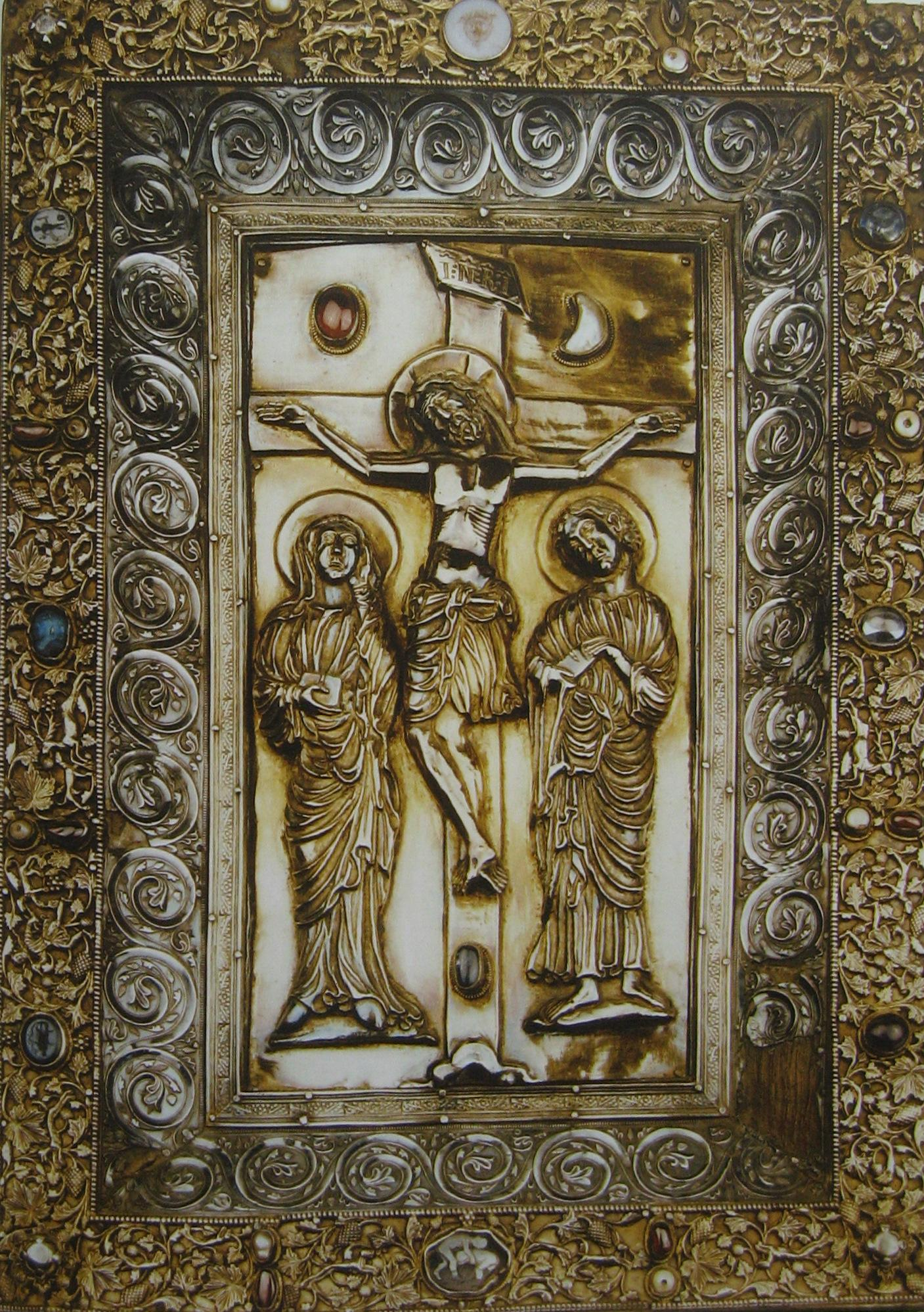
Книжна обкладинка роботи Уго д'Уані.
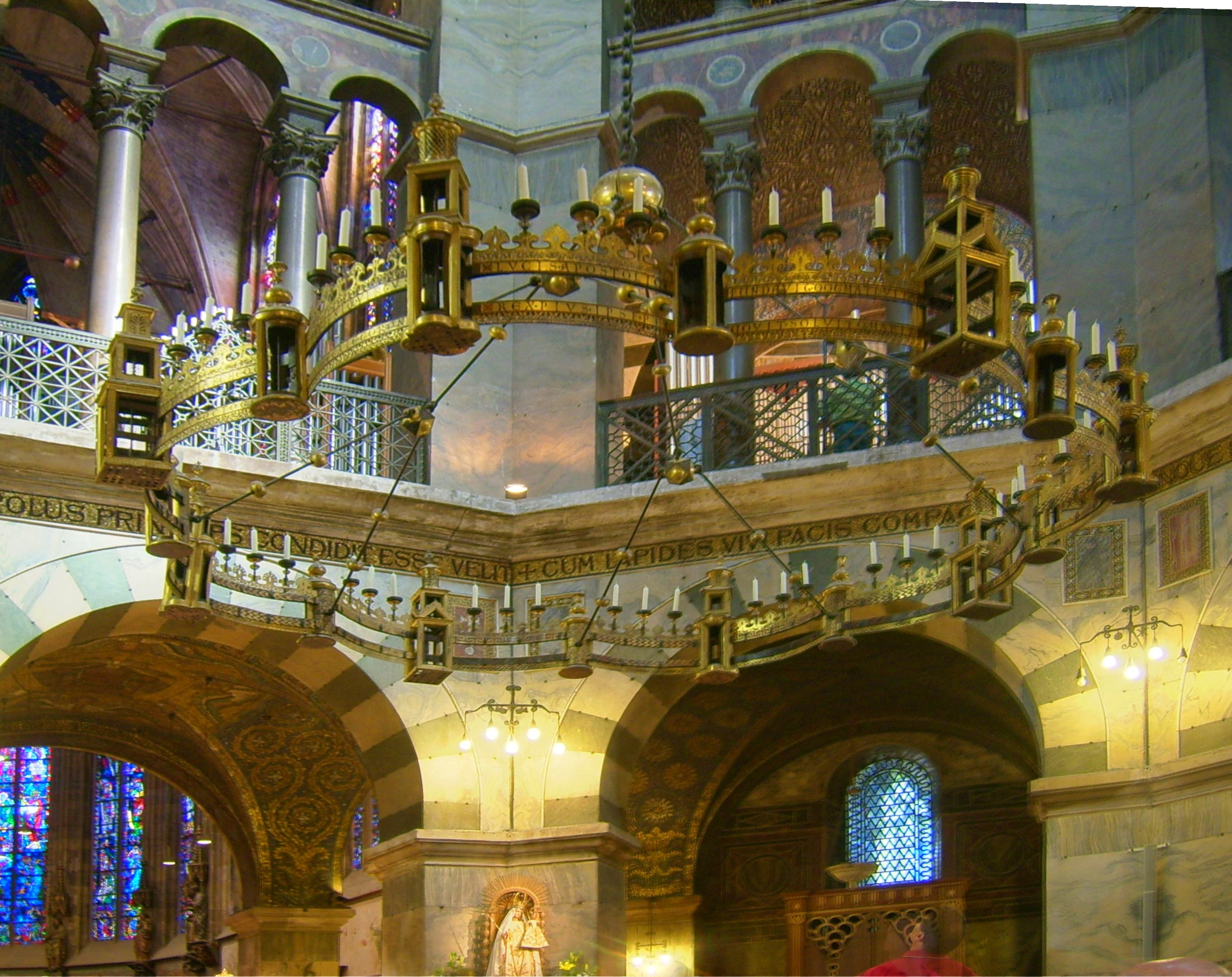
Люстра Барбаросси, Аахенський собор
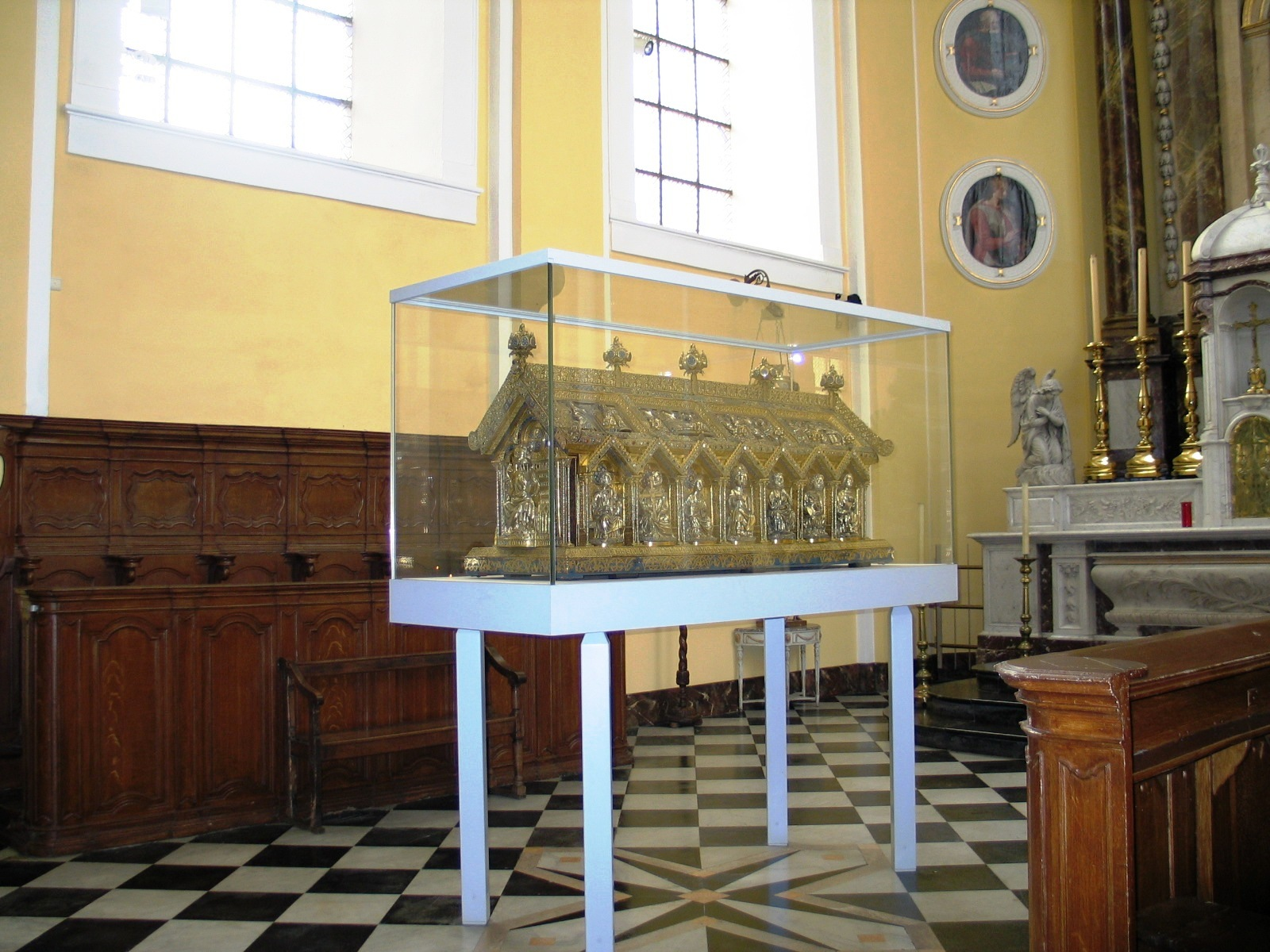
Рака Св.Ремакла, Ставелот
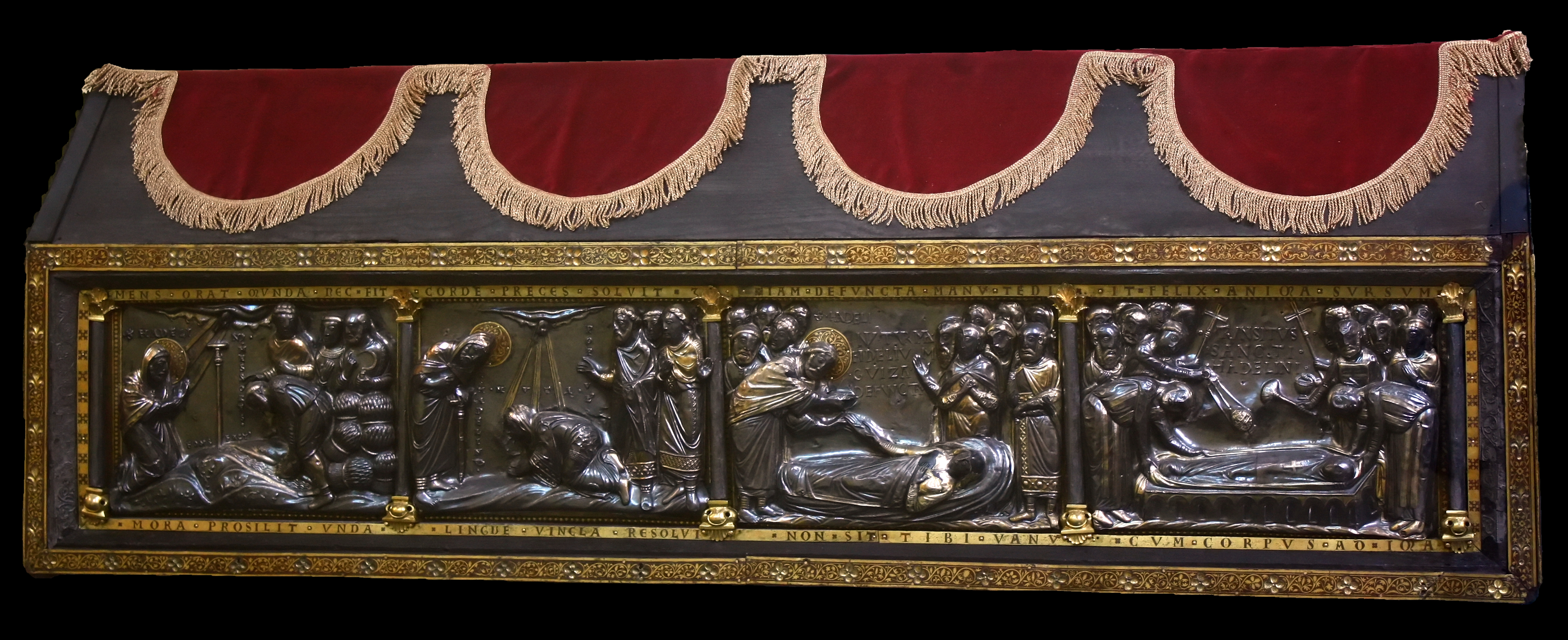
Рака Св.Аделіни, Візе
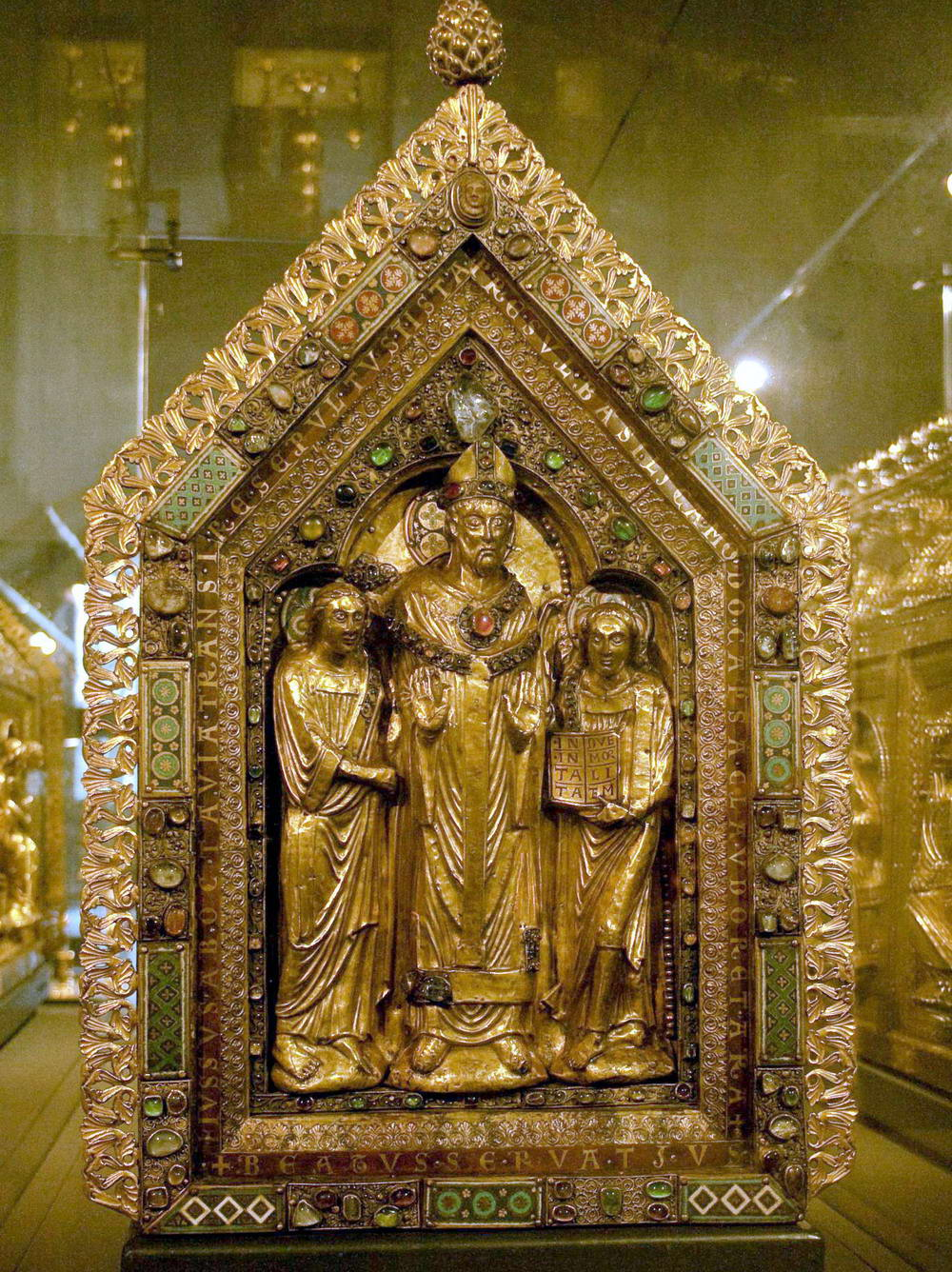
Маастрихт. Рака Св.Серватія
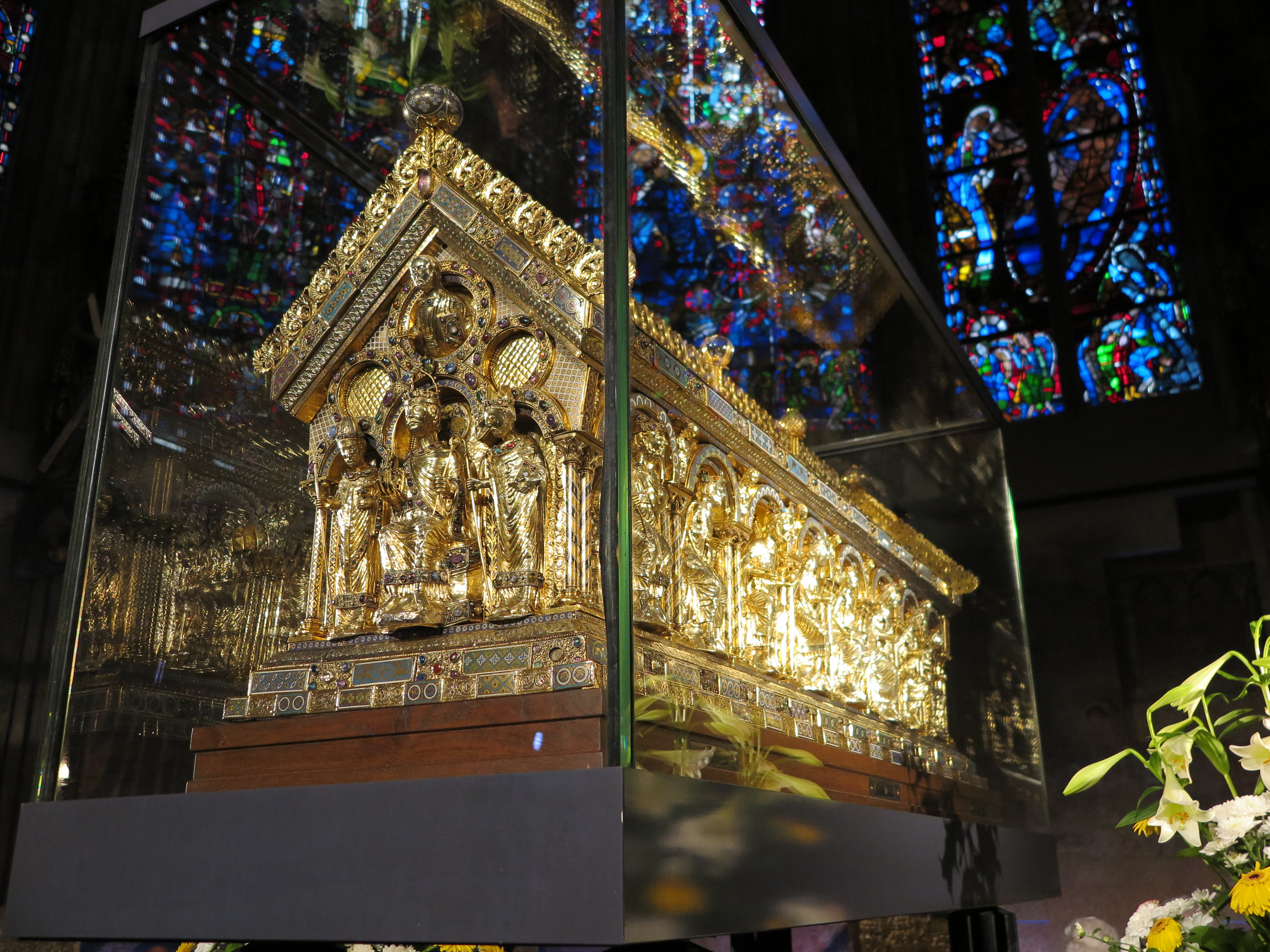
Рака Карла Великого, Аахенський собор
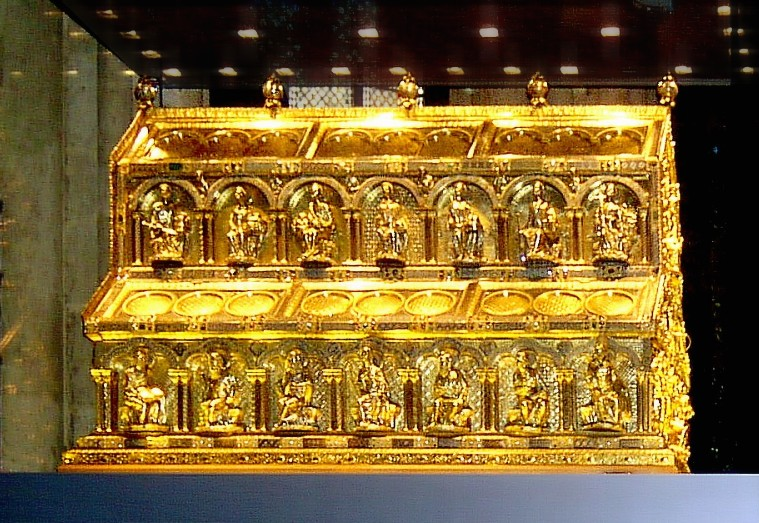
Рака Трьох королів, Кельнський собор

### Живопис, ілюмінація та інші твори мистецтва
До нашого часу дійшло дуже мало від того, що повинно бути вражаючою кількістю мааських фресок. Вольфрам фон Ешенбах, у своїй праці «Парцифаль» висловив високу оцінку художникам Маастрихту (і Кельну). Ілюмінування манускриптів, як і інші види мистецтва, досягло свого апогею в другій половині XII століття. Основними центрами були абатства Сен-Лорана в Льєжі і абатства Ставелоту і Лобу. Ще одним високорозвиненим мистецтвом було нанесення склоподібної емалі.
- Фрески склепіння хору (сильно відновлені). Базиліка Святого Серватія, Маастрихт
- Ставелотська Біблія (XI століття). Британська Бібліотека
- Біблія Флорефе (XII століття). Британська Бібліотека, Лондон
- Євангеліарій з Авербоде (XII століття). Університетська Бібліотека, Льєж
- Манускрипти з абатства Сінт-Трейден
- Євангеліарій з Нотгера (X-XII століття)

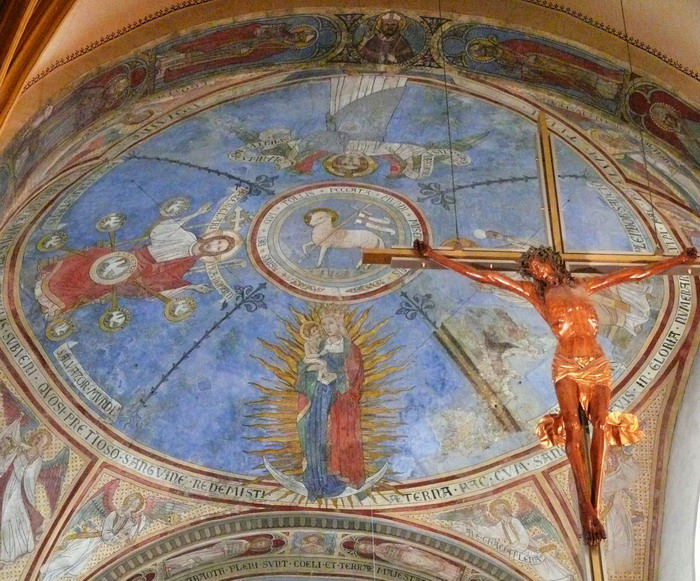
Розпис склепіння базиліки Святого Серватія, Маастрихт
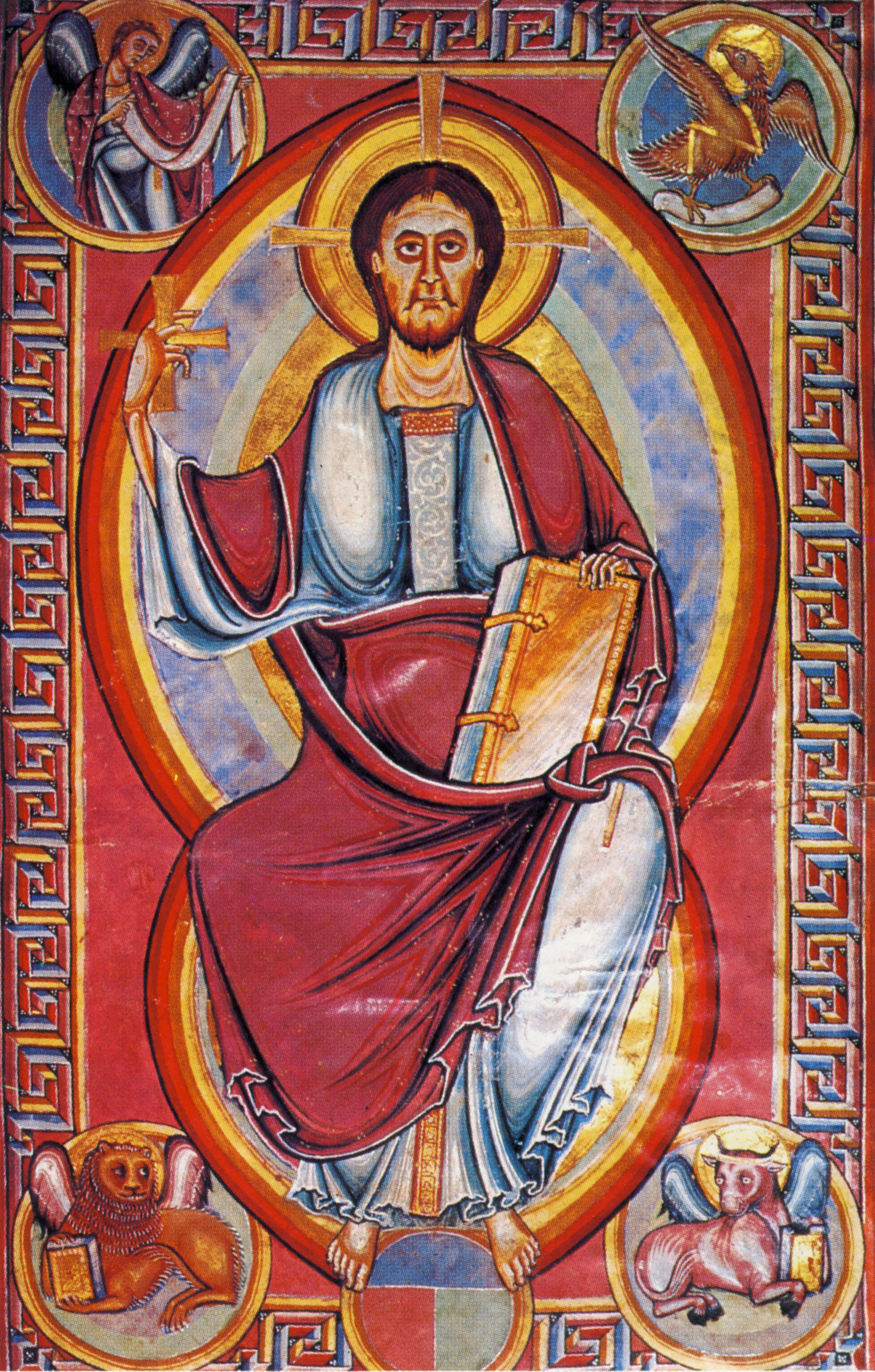
Сторінка зі Ставелотської Біблії, Британська Бібліотека
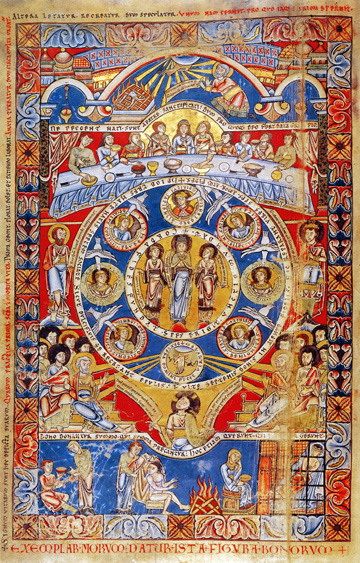
Сторінка з Флорефської Біблії, Британська Бібліотека
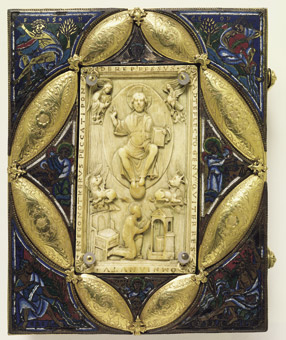
Євангеліарій з Нотгера. Слонової кістки і емалі